# だるま料理店
だるま料理店（だるまりょうりてん）とは、神奈川県小田原市本町にある有限会社だるま料理店が運営する日本料理店である。

## 概要
地元の網元だった廣澤仁三郎が創業した、料理店である。仁三郎は金沢の達磨（たつま）勘兵衛の次男として生まれたが、小田原の割烹「天利」を営む廣澤家に養子として入り、1893年（明治26年）に足柄下郡小田原町大手前（現：神奈川県小田原市本町2丁目）でこの店を創業した。屋号の「だるま」は、仁三郎の旧姓に由来する。
相模湾で捕れた魚介類を中心に、刺身、寿司、天ぷらなどの日本料理を供している。本町2丁目の本店のほか、支店として同じ小田原市内にある本町1丁目の小田原市民会館食堂、早川の小田原漁港内「魚市場食堂」がある。

## 主屋
本店は、主屋と別館から構成される。主屋については、創業時の建物が関東大震災で損壊したため、1926年（大正15年）に2代目・廣澤吉蔵が再建したものである。
木造2階建て、建築面積503平方メートルの建物であり、建材には吉蔵がブリの大漁で得た資金により、檜、松、欅といった良材が用いられた。外観は全体として楼閣風で、正面中央に唐破風玄関を置き、屋根は比翼入母屋造となっている。
屋内は、1階が食堂となっているほか、2階が数寄屋風書院造の座敷となっている。階段などにはアール・デコの影響も見られている。
こうした建築年代や意匠から、2002年（平成14年）には「だるま料理店主屋」として国の登録有形文化財に登録された。
なお、主屋正面玄関脇には、一方に「だるまさん」、もう一方に「おかめさん」の像がそれぞれ置かれている。

## ギャラリー

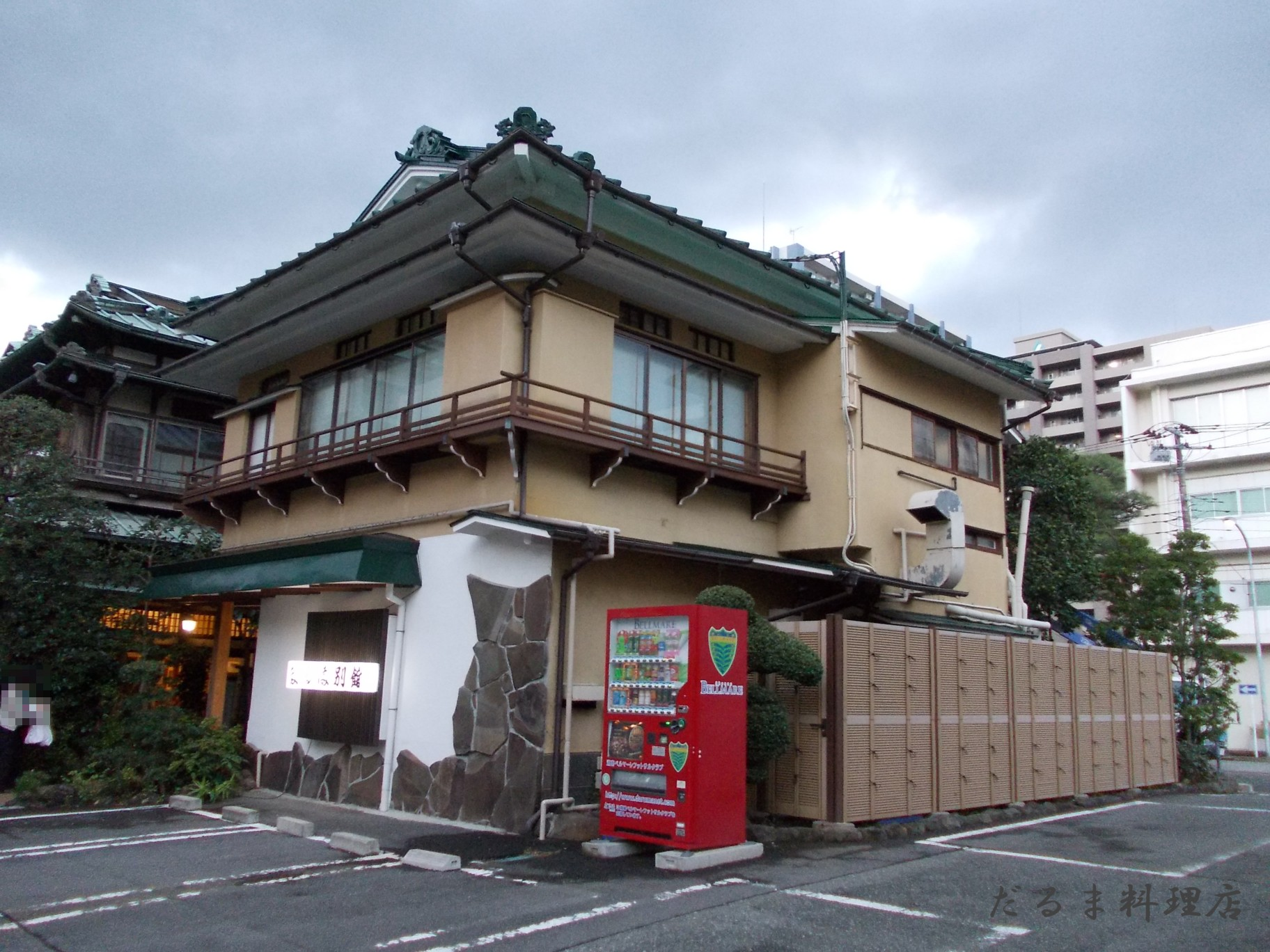
別館
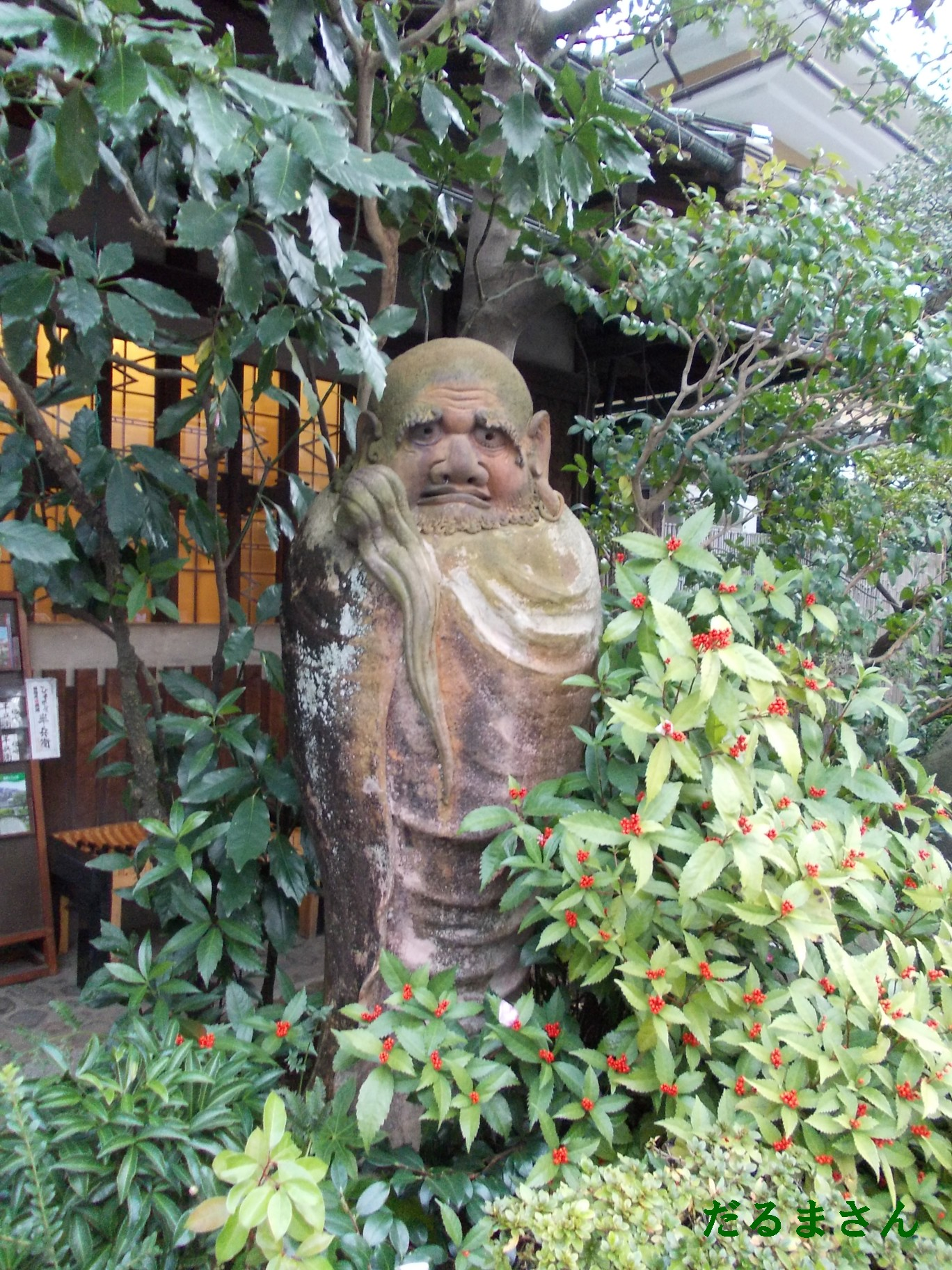
だるまさん
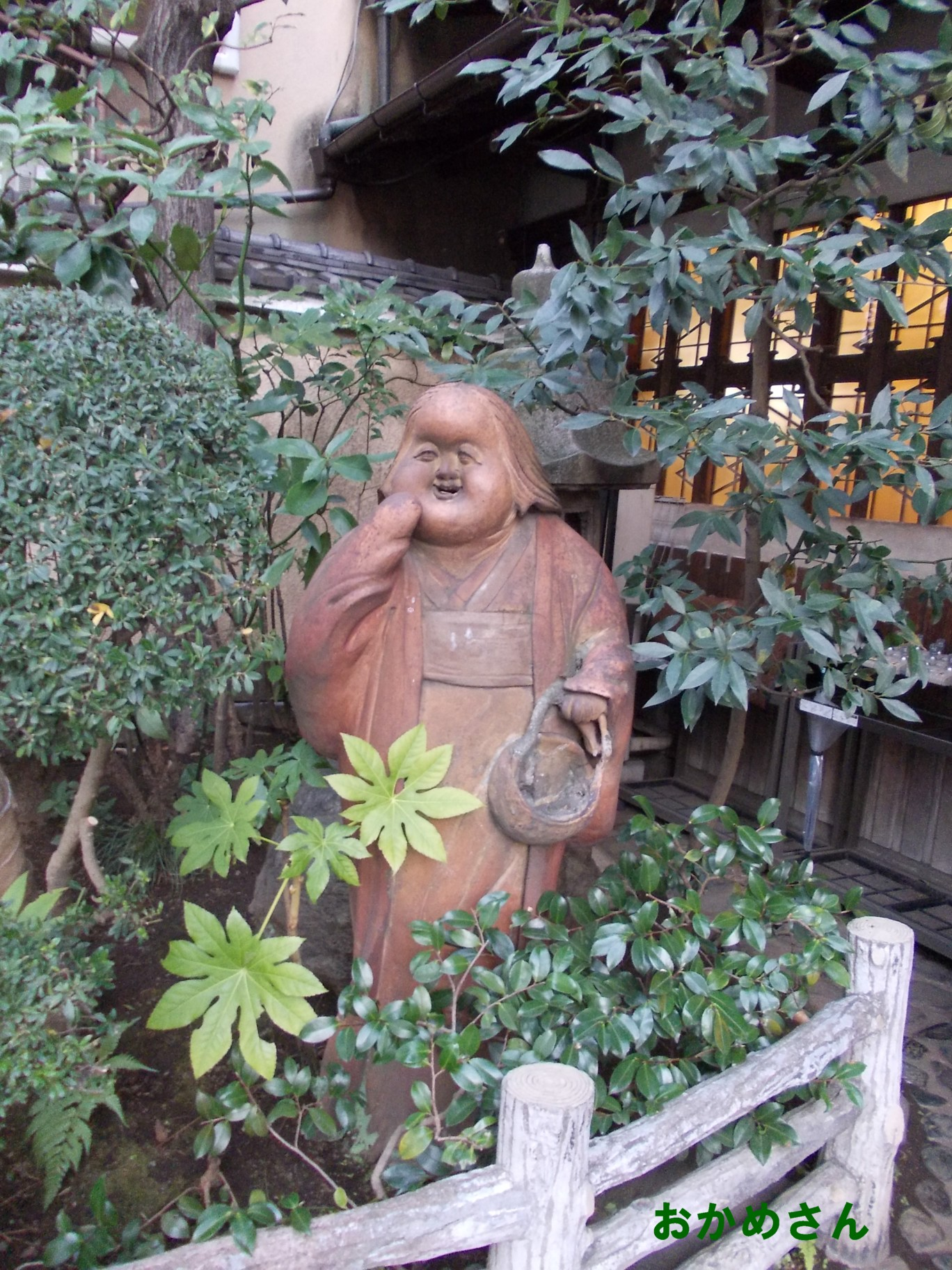
おかめさん